# 1726
1726 (MDCCXXVI) je bilo navadno leto, ki se je po gregorijanskem koledarju začelo na torek, po 11 dni počasnejšem julijanskem koledarju pa na soboto.

## Dogodki
- 1. maj - Voltaire odide v izgnanstvo v Anglijo.
- 6. avgust - Karel VI. in Katarina Velika podpišeta vojaški sporazum.

### Neznan datum
- Španci ustanovijo mesto Montevideo.

## Rojstva
- 3. junij - James Hutton, škotski geolog († 1797)
- 9. avgust - Francesco Cetti, italijanski jezuit, zoolog in matematik († 1778)
- 1. september - François-André Danican Philidor, francoski šahist in skladatelj († 1795)

## Smrti
- 26. marec - John Vanbrugh, angleški dramatik in arhitekt (* 24. januar 1664)